# Andrena nitidicollis
Andrena nitidicollis är en biart som beskrevs av Morawitz 1876. Andrena nitidicollis ingår i släktet sandbin, och familjen grävbin. Inga underarter finns listade i Catalogue of Life.